# Gabriella De Vercelli
Gabriella De Vercelli (nacida el 23 de mayo de 2009) actriz australiana, más conocida por interpretar a India Napier en la serie Neighbours. 

## Biografía
Su hermana gemela idéntica es Alia De Vercelli.

## Carrera
Con apenas 14 meses de edad en el 2009 Gabriella comenzó a interpretar a la pequeña India Napier en la aclamada serie australiana Neighbours. India es la hija de Declan Napier y de la fallecida Bridged Napier. En la serie comparte el papel con su hermana Alia. Su última aparición en la serie fue el 15 de marzo de 2011 después de que su personaje se mudara a Portugal junto a su familia.

## Filmografía
Series de televisión
| Año         | Título     | Personaje    | Notas        |
| ----------- | ---------- | ------------ | ------------ |
| 2009 - 2011 | Neighbours | India Napier | 96 episodios |